# Lee Jea-moon
Lee Jea-moon (koreanisch 이재문; * 2. Juli 1993) ist ein südkoreanischer Tennisspieler.

## Karriere
Lee spielte zwischen 2008 und 2011 auf der ITF Junior Tour. Dort nahm mit den Australian Open 2010 einmal an einem Grand-Slam-Turnier teil, wo er im Einzel und Doppel jeweils in der ersten Runde ausschied. Er gewann einen Titel im Doppel und erreichte in der Junioren-Rangliste mit Platz 72 seine höchste Notierung.
Bei den Profis spielte Lee ab 2010 hauptsächlich auf der drittklassigen ITF Future Tour. In den Jahren bis 2016 gewann er nur vereinzelt Punkte für die Weltrangliste, schaffte es aber nie unter die Top 1000. Das änderte sich 2017 und 2018, als er im Einzel zwei Future-Endspiele erreichte und erste Matches auf der höher dotierten ATP Challenger Tour gewann. Im Doppel gewann er bis 2019 vier Future-Titel und zog 2017 ins Halbfinale der Challengers in Gimcheon und Busan ein. In der Weltrangliste schaffte er damit den Einzug in die Top 800 im Einzel und Top 500 im Doppel. Darüber hinaus war Lee bei den World University Games in den Jahren 2013, 2015 und 2017 im Einsatz und gewann 2013 und 2015 den Titel mit der Mannschaft. Auch bei den Asienspielen 2018 spielte er im Doppel und Mixed.
Von 2020 bis Mitte 2022 war Lee nicht aktiv. Nach seinem Wiedereinstieg gewann er in der zweiten Jahreshälfte im Einzel seinen ersten Future-Titel und zwei Titel im Doppel, womit er wieder in die Top 1000 einstieg. Bei den Asienspielen in diesem Jahr war er im Mixed aktiv und verlor dort zum Auftakt. 2023 steigerte er sich weiter und gewann den zweiten Einzel-Titel und erreichte weitere Endspiele, während er im Doppel beim Challenger in Busan das dritte Mal in ein Halbfinale einzog. In beiden Wertungen schaffte er es in die Top 500. Der größte Erfolg war im April 2024 der Turniersieg beim Challenger in Gwangju an der Seite von Song Min-kyu.
Lee wurde 2017 und 2018 in drei Begegnungen für die südkoreanische Davis-Cup-Mannschaft eingesetzt, wo seine Bilanz 0:4 lautet.

## Erfolge
| Legende (Anzahl der Siege) |
| Grand Slam                 |
| ATP Finals                 |
| ATP Tour Masters 1000      |
| ATP Tour 500               |
| ATP Tour 250               |
| ATP Challenger Tour (1)    |

### Doppel

#### Turniersiege
| Nr. | Datum          | Turnier | Belag     | Partner      | Finalgegner          | Ergebnis         |
| --- | -------------- | ------- | --------- | ------------ | -------------------- | ---------------- |
| 1.  | 20. April 2024 | Gwangju | Hartplatz | Song Min-kyu | Cui Jie Lee Duck-hee | 1:6, 6:1, [10:3] |